# 古馳集團
GUCCI集團（Gucci Group，譯古馳、古姿、古奇）於1999年成立，員工約一萬兩千人，旗下擁有10多個品牌，是當今世界著名的精品集團之一，隸屬於開雲集團（Kering）。集團主要業務包括皮革製品、鞋履、珠寶、香水、化妝品等。

## 旗下品牌
- 精品
  - GUCCI（Gucci）：成立於1921年，主營皮革製品、成衣、鞋履、腕錶、珠寶、紡織品、書寫用品及兒童用品。
  - YSL（Yves Saint Laurent）：成立於1962年，主營高級訂製服、成衣，皮革製品、鞋履及腕錶。
  - YSL美妝（Yves Saint Laurent (brand)）：主營香水、化妝品及保養品。
  - 薛吉歐羅希（塞尔焦·罗西）：主營皮革製品及鞋履。
  - 伯瓊（Boucheron）：成立於1858年，主營珠寶、頂級珠寶及腕表。
  - 貝達錶（Bedat & C°）：成立於1996年，主營腕錶及計時器。
  - 寶緹嘉（Bottega Veneta）：成立於1965年，主營皮革製品、成衣及鞋履。
  - 亞歷山大麥可昆（Alexander McQueen）：主營成衣及皮革製品。
  - 史黛拉麥肯尼（Stella McCartney）：成立於2001年，主營成衣、鞋履及皮革製品。
  - 巴黎世家（Balenciaga）：成立於1919年，主營皮革製品、鞋履及成衣。

## 大股東
法國富商弗朗索瓦皮諾（Francois Pinot），同時是拍賣圓明園獸首銅像的佳士得拍賣公司的控股大股東。